# Адельгунда Баварская (1823—1914)
Адельгунда Баварская ((нем. Adelgunde von Bayern) при рождении Адельгунда Августа Шарлотта Каролина Елизавета Амалия Мария София Луиза Баварская (нем. August Adelgunda Carolina Charlotte Amalie Elisabeth Maria Luisa Sofia von Bayern), 19 марта 1823, Вюрцбург — 28 октября 1914, Мюнхен) — баварская принцесса из династии Виттельсбахов, дочь короля Людвига I и Терезы Саксен-Гильдбугхаузенской, в браке — герцогиня Моденская в 1842—1859 годах.

## Биография
Альдегунда родилась 19 марта 1823 года в Вюрцбурге. Она была шестым ребёнком и третьей дочерью в семье баварского кронпринца Людвига и его жены Терезы Саксен-Гильдбугхаузенской. В семье уже росли старшие сыновья Максимилиан, Отто и Луитпольд и дочь Матильда Каролина.
Семья жила в основном в Вюрцбурге, где находилась резиденция Людвига. Страной в то время правил дед Альдегунды, король Максимилиан I. В 1825 году он умер, и Людвиг ступил на баварский престол. Первые пять лет его правления отличались умеренной либеральностью: начались политические преследования, была отменена цензура, больше внимания придавалось политике культуры и образования. Однако после Июльской революции 1830 года во Франции либеральность уступила место всё более усиливающийся реакции государства.
В 1832 году её брата Отто выбрали королём Греции, и в декабре он отправился к своим новым владениям.
В 1842 года Альдегунда вышла замуж за Франческо д’Эсте, старшего сына герцога Модены Франческо IV. Свадьба состоялась 30 марта в Мюнхене.
В 1846 году Франческо унаследовал престол своего отца. Через два года у супругов родилась единственная дочь:
- Анна Беатриса (1848—1849) — умерла младенцем.

В 1859 году в ходе Рисорджименто, Модена была присоединена к Сардинскому королевству. Супруги были вынуждены покинуть страну и поселиться в Вене. В 1875 году Францеско умер, а Альдегунда вернулась к баварскому двору. К тому времени в живых из её братьев и сестер оставался лишь Луитподьд. В 1886 году он принял регентство над Баварией при психически больном племяннике. Поскольку его жена умерла, Альдегунда выполняла роль первой дамы страны.
Умерла в возрасте 91 лет, 28 октября 1914 года в Мюнхене. Похоронена в Вене.